# Курбанова, Розия
Розия Курбанова (тадж. Розия Қурбонова; род. 1937 год) — ровничница Душанбинского текстильного комбината Среднеазиатского совнархоза, Таджикская ССР. Герой Социалистического Труда (1965). Депутат Верховного Совета Таджикской ССР 9-го созыва.

## Биография
Родилась в 1937 году в одном из сельских населённых пунктов современного Ховалингского района.
Трудилась ровничницей Душанбинского текстильного комбината. Досрочно выполнила личные социалистические обязательства и плановые производственные задания Семилетки (1959—1965). Указом Президиума Верховного Совета СССР от 3 апреля 1965 года удостоена звания Героя Социалистического Труда с вручением Ордена Ленина и золотой медали Серп и Молот.
В последующие годы — заместитель директора Душанбинского текстильного комбината. За выдающиеся трудовые достижения в годы Восьмой пятилетки (1966—1970) была награждена вторым Орденом Ленина.
Избиралась депутатом Верховного Совета Таджикской ССР 9-го созыва и делегатом XXIV съезда КПСС.
Награды
- Герой Социалистического Труда
- Орден Ленина — дважды
- Почётная Грамота Президиума Верховного Совета Таджикской ССР.